# Malcolm in the Middle
Malcolm in the Middle era una sèrie de televisió de comèdia de la cadena FOX. Va guanyar set premis Emmy, un Grammy i va estar set vegades nominada al Globus d'Or. Va començar el 9 de maig del 2000 i va acabar el 14 de maig del 2006 després de 7 temporades. La sèrie tractava sobre els problemes que havia d'afrontar en la vida quotidiana una família amb quatre fills entremaliats i dos pares un pèl especials. El nom feia referència a en Malcolm, el personatge principal i narrador de la història.

## Trama
La sèrie consisteix en l'amor per sobreviure d'un adolescent superdotat anomenat Malcolm (Frankie Muniz), enmig d'una família estatunidenca de classe mitjana. El tema dels episodis varia força, des de simples exàmens a l'escola, ferotges batalles entre els membres de la família, fins a episodis en què en Malcolm es debat entre la infantesa i l'adolescència. Cada situació li ensenya valuoses lliçons per a sobreviure. Té molt mala sort i no se'n surt gairebé mai. Tot i que en Malcolm és el protagonista, la història no gira només al voltant seu. Generalment els episodis es divideixen en conflictes personals de tots els protagonistes. En Hal té una ment en constant activitat i per això sempre té alguna cosa en què estar ocupat, en Dewey i en Reese (Justin Berfield) també afronten desafiaments diferents i en Malcolm desenvolupa la seva història a l'escola o a casa amb en Reese. Per aquesta raó un episodi pot tractar algun problema d'en Malcolm però alhora el seu pare o els seus germans han d'encarar situacions inversemblants, la Lois (Jane Kaczmarek) sovint ha de controlar tothom d'alguna forma, i també és sovint qui s'encarrega de fer justícia. Al començament, la família es mostra com una família de classe mitjana-baixa, ja que tenen prou problemes econòmics. Mentre avança la sèrie, en Malcolm i en Reese han de treballar i donar tot el que guanyen a la seva mare, tot i això, han de viure encara sense gaires luxes, ja que la Lois es queda embarassada de nou.